# I Grupa Myśliwska „Asso di bastoni”
I Grupa Myśliwska „Asso di bastoni” (wł. I° Gruppo caccia „Asso di bastoni”) – jednostka wojskowa Sił Zbrojnych RSI podczas II wojny światowej.

## Historia
Po okapitulacji Włoch 8 września, a następnie proklamowaniu Włoskiej Republiki Socjalnej (RSI) 15 września 1943 r., na apel ppłk. Ernesto Botto, dowódcy nowo formowanego Aeronautica Nazionale Repubblicana, wielu pilotów włoskich zgłosiło się do służby po stronie Niemców. W listopadzie w Turynie pilot myśliwski kpt. Adriano Visconti zaczął tworzyć grupę lotnictwa myśliwskiego. Do końca grudnia, kiedy osiągnięto gotowość bojową, rozrosła się ona do trzech eskadr myśliwskich:
- 1 Eskadra „Asso di bastoni”,
- 2 Eskadra „Vespa incacchiata”,
- 3 Eskadra „Arciere”.

3 stycznia 1944 r. grupa przeszła chrzest bojowy. Myśliwce 1 Eskadry zaatakowały formację amerykańskich bombowców osłanianych przez Lockheedy P-38 Lightning. 24 stycznia grupa została przeniesiona do Campoformido koło Udinese Calcio, zaś w Turynie pozostała Uzupełnieniowa Eskadra Alarmowa „Montefusco-Bonet”. 11 marca wszystkie trzy eskadry, przezbrojone w myśliwce Macchi MC.205 przechwyciły nad Morzem Adriatyckim silną formację amerykańskich Republic P-47 Thunderbolt i Lockheedów P-38 Lightning. Osiągnęły duży sukces, zestrzeliwując 11 nieprzyjacielskich maszyn i 2 prawdopodobnie. Pod koniec marca grupa czasowo stacjonowała w Zagrzebiu, skąd wraz z samolotami niemieckimi atakowała alianckie szlaki żeglugowe. Do tego czasu Włosi osiągnęli ogółem 14 zwycięstw powietrznych przy stracie 4 samolotów. 7 kwietnia amerykańskie bombowce zbombardowały Treviso. Myśliwce grupy wystartowały zbyt późno, dzięki czemu nie przeszkodziły w bombardowaniu. Zdołały natomiast zestrzelić co najmniej 5 maszyn. 24 kwietnia grupę przeniesiono do Reggio nell’Emilia. W czerwcu grupę wyposażono w myśliwce Fiat G.55. 26 lipca Włosi zestrzelili 5 brytyjskich bombowców Douglas A-20 Havoc. Pod koniec października grupę przetransportowano do Holzkirchen w Niemczech, gdzie otrzymała myśliwce Messerschmitt Bf 109 i przeszła na nich przeszkolenie. W styczniu 1945 r. nastąpił powrót do Włoch do Lonate Pozzolo. 19 kwietnia miała miejsce ostatnia misja bojowa grupy, kiedy zestrzelono 2 amerykańskie bombowce Consolidated B-24 Liberator. 25 kwietnia personel grupy został zebrany w Gallarate. 29 kwietnia poddano się partyzantom. Grupa osiągnęła ogółem 113 potwierdzonych zwycięstw powietrznych i 45 prawdopodobnych.

## Asy lotnicze I Grupy Myśliwskiej
- Adriano Visconti
- Luigi Gorrini
- Remo Lugari
- Aurelio Morandi
- Carlo Magnaghi